# Marieke Lucas Rijneveld
Marieke Lucas Rijneveld (Nieuwendijk, 20 aprile 1991) è uno scrittore e poeta olandese.

## Biografia
Nato a Nieuwendijk nel 1991, ha studiato ad Utrecht e alla Schrijversvakschool di Amsterdam.
Nel 2015 ha pubblicato la sua prima opera, la raccolta di liriche Kalfsvlies grazie alla quale è stato insignito del C. Buddingh'-prijs dedicato al debutto poetico.
Nel 2018 ha esordito nella narrativa con il romanzo Il disagio della sera aggiudicandosi il Man Booker International Prize nel 2020, diventando il più giovane autore a vincere il riconoscimento.
Impegnato oltre che nella scrittura nella produzione di latte nella fattoria di famiglia, ha dichiarato di non riconoscersi nel binarismo di generi maschile e femminile.

## Opere

### Romanzi
- Il disagio della sera (De avond is ongemak, 2018), Roma, Nutrimenti, 2019 traduzione di Stefano Musilli ISBN 978-88-6594-683-1.
- Mia diletta  (Mijn lieve gunsteling, 2020), Roma, Nutrimenti, 2022 traduzione di Marco Cavallo ISBN 978-88-6594-901-6.

### Poesia
- La memoria del corpo: Vello di vitello; Fantasma di giumenta (Kalfsvlies, 2015; Fantoommerrie, 2019), Roma, Ensemble, 2021 traduzione di Patrizia Filia ISBN 978-88-6881-734-3.

## Premi e riconoscimenti

### Vincitore
- C. Buddingh'-prijs: 2016 con Kalfsvlies
- Man Booker International Prize: 2020 con Il disagio della sera
- Ida Gerhardt Poëzieprijs: 2020 con Fantoommerrie
- James Tait Black Memorial Prize: 2024 nella sezione "Narrativa" con Mia diletta[7]